# Mill Lake
Mill Lake är en sjö i Kanada.   Den ligger i provinsen British Columbia, i den södra delen av landet, 3 500 km väster om huvudstaden Ottawa. Mill Lake ligger 47 meter över havet.
Trakten runt Mill Lake består till största delen av jordbruksmark. Runt Mill Lake är det glesbefolkat, med 13 invånare per kvadratkilometer.